# أحمق بيروي
أحمق البيرو أو الأطيش البيروفي (Sula variegata) هي نوع من طيور الأطيش، والتي هي من الطيور المستوطنة في البيرو حاليا والتي يقتصر توزيعها على الساحل الغربي لأمريكا الجنوبية من بونتا باريناس في البيرو لكونسبسيون في التشيلي. وهذه هي الأنواع الثانية الأكثر وفرة في الطيور البحرية والتي تسكن ساحل البيرو وثاني أهم منتج لذرق الطيور البحرية .وبلغ عدد سكان بيرو المتفجرة 3.000.000 طائر .

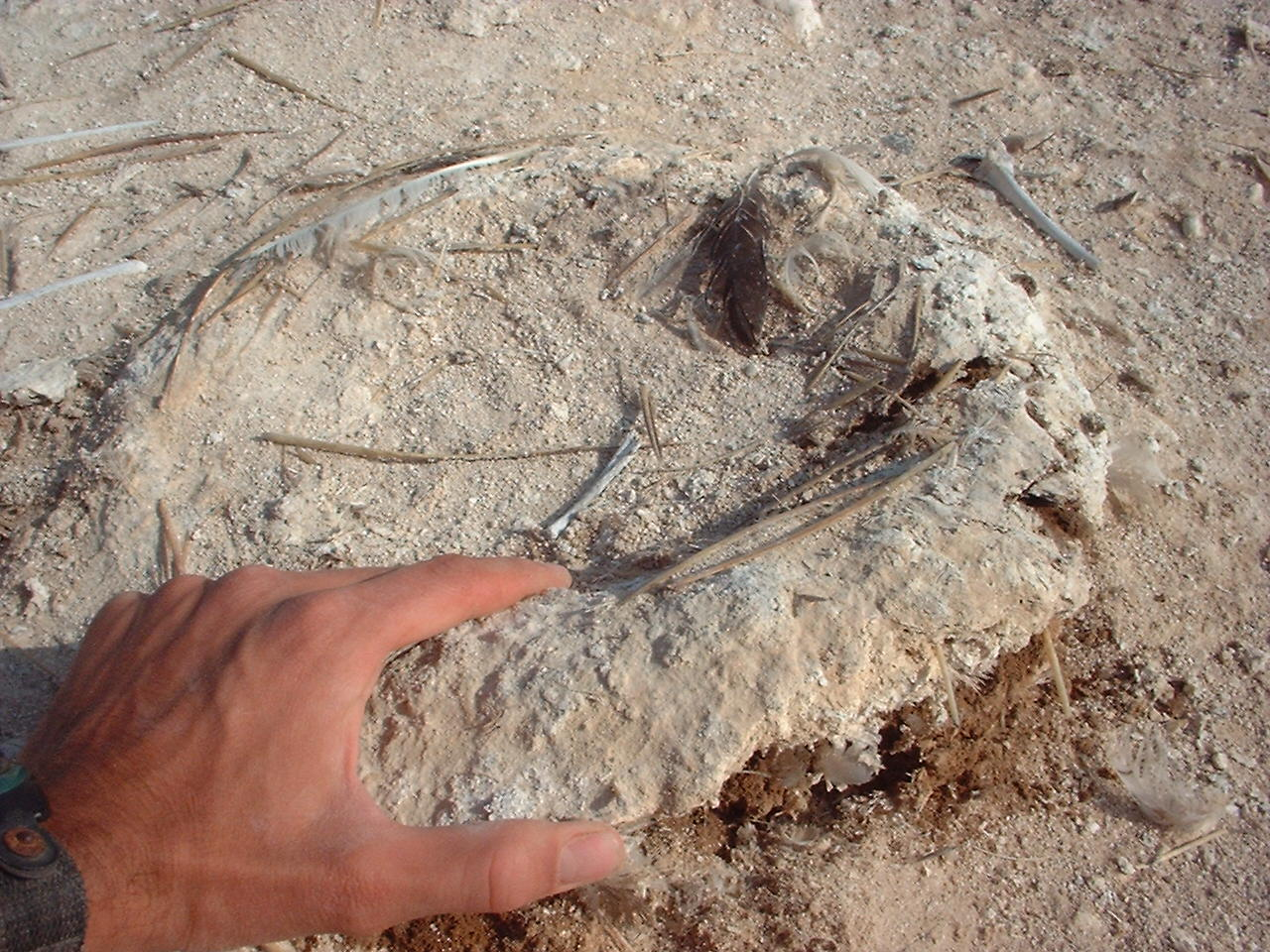
ذرق الطيور الأطيش البيروفي

- بعد إل نينو 1982-1983 ، بقي أقل من 200.000 طائر ت أعداد الأطيش البيروفي تتعافى سنة 1984 ، والذي تم التوصل في عام 1996 إلى أكثر من 2.6 مليون طائر. فقط إل نينو 1997-1998 بعد الانتهاء من معظم طيور الأطيش موسم التكاثر تسبب في هجرة الطيور جنوبا.وكان عدد من الأطيش البيروفي في البيرو انخفض خلال عام 1997 بحوالي 87،1 ٪ نتيجة لهذا السبب ، والطيور القليلة عثر عليها نافقة على طول الساحل.
- طيور الأطيش البيروفي تولد على مدار السنة. موسم التكاثر الرئيسي يحدث خلال فترة الربيع والصيف (سبتمبر-مارس) ومعظم الأزواج قد يحاول الولادة للمرة الثانية خلال السنة اعتمادا على توافر الغذاء. وطيور الأطيش البيروفي تلد عادة ثلاثة إلى أربع بيوض زرقاء شاحبة ، تحضن خلال مايقرب 4 إلى 5أسابيع ، ويتناوب على حضنها الزوجيان ، وفترة التربية تستمر حوالي 3 أشهر.